# مایکل کلگ
مایکل کلگ (انگلیسی: Michael Clegg؛ زادهٔ ۳ ژوئیهٔ ۱۹۷۷) یک بازیکن فوتبال است. 